# Yakup Kadri Karaosmanoğlu
Yakup Kadri Karaosmanoğlu född 27 mars 1889 i Kairo, död 13 december 1974 i Ankara, var en turkisk romanförfattare, journalist, diplomat och senator.

## Biografi
Karaosmanoğlu föddes i Kairo 1889. Han var son till Abdülkadir Bey och İkbal Hanım. Fram till sex års ålder bodde han i Kairo, efter det flyttade familjen till Manisa. Han studerade i Manisa och 1903 flyttade familjen vidare till Izmir.

## Verk
Yakup Kadri Karaosmanoğlus roman Yaban, 1932 skildrar erfarenheterna för en turkisk intellektuell, Ahmet Celal, efter att ha förlorat en arm i slaget vid Gallipoli. Trots att han kategoriseras som naturalist har romanen en romantisk prägel.
Hans roman Panorama från 1950 analyserar de politiska, sociala och ekonomiska förändringarna under övergången från det Osmanska riket till Turkiska perioden. Den anses vara en "generationsroman" då berättelsen baseras på livet för ett antal generationer av samma familj under övergångsperioden.
Karaosmanoğlu var den första som översatte Marcel Prousts På spaning efter den tid som flytt till turkiska.
Han var en av teoretikerna bakom Kadrorörelsen.